# Pays de Gavot

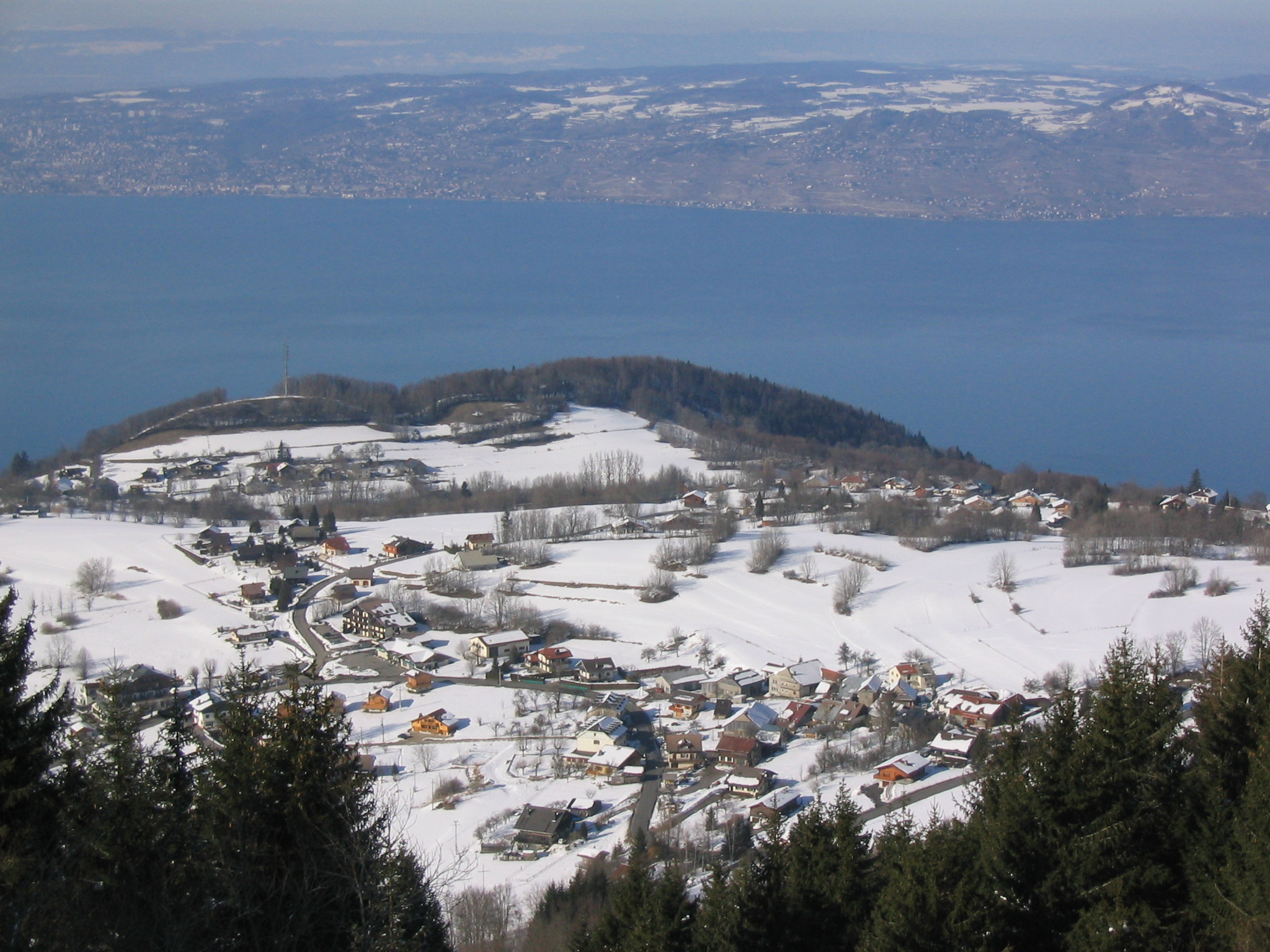
Le village de Thollon-les-Mémises et le Léman.

Le pays de Gavot ou Pays Gavot est une petite région naturelle de la Haute-Savoie, dans le Chablais français, bordant la rive sud du Léman.
Ses frontières ont varié au cours du temps. Il est composé de plusieurs entités géographiques que sont le plateau dit de Gavot ; les bords du Léman, entre Publier et Saint-Gingolph ; le vallon de la Morges à l'est et le vallon de l'Ugine au sud. Il est actuellement appelé pays d'Évian. Il fait partie de la communauté de communes Pays d'Évian Vallée d'Abondance, dans l'arrondissement de Thonon-les-Bains. La rive sud du Léman constitue sa limite nord, la Morge de Saint-Gingolph sa limite orientale, les sommets du Grand Chesnay à Bernex sa limite sud et la Dranse sa limite occidentale. Le Val d'Abondance se trouve au sud du pays de Gavot.

## Toponymie
De nombreuses interprétations ont pu être données au toponyme Gavot. Ce mot trouverait son origine dans le patois roman, désignant un « nigaud ». Il est issu du patois gava, « gorge, goitre ». L'ouvrage Histoire des communes savoyardes (1981) indique que le mot désigne dans le patois de Saint-Julien-en-Genevois le cidre. Dans d'autres territoires, il est rapproché des poissons du Léman. Les auteurs de l'ouvrage donnent par ailleurs la parole au philologue local Aimé Constantin qui trouve l'origine dans le mot latin cavus (« creux, cave ») et qui pourrait désigner les vallées encaissées de cette région. Le site du SIVOM du Pays de Gavot retient pour sa part cette dernière variante ainsi que le dérivé de gave désignant les ruisseaux descendant vers le Léman. Enfin, une autre version avancée est celle désignant le relief montagneux, se rapprochant du pays gavot des environs de Nice.
Au haut Moyen Âge, la région est désignée sous la forme fine ercolane (donation du comte Manassès à l'église de Lausanne en 890) ou fine hercolana (892).
Sa première mention, dans un document officiel, remonte à 1569. Il permet de désigner l'actuel pays d'Evian. Par ailleurs, des cartes anciennes indiquent le nom Pays de Gavot dès 1590.

## Géographie

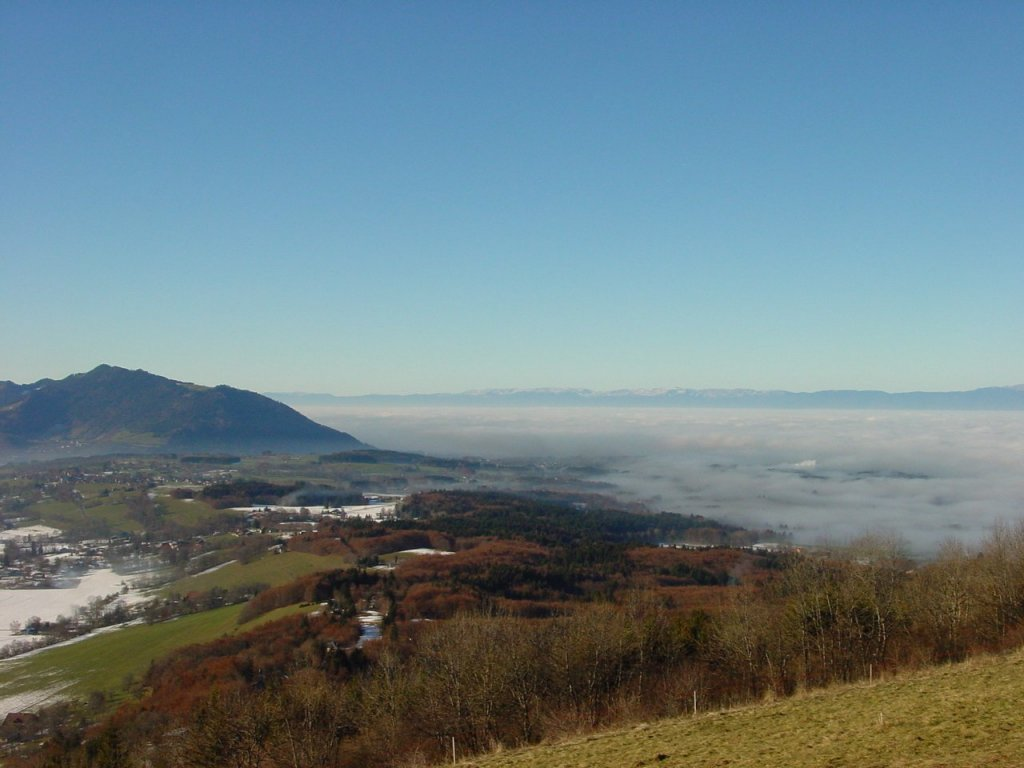
Le pays de Gavot vu depuis le mont Bénand. Au fond, le lac Léman et le Jura.

Contrairement à ce qu'écrivait le géographe Paul Guichonnet, le Pays de Gavot n'est pas uniquement constitué par un haut-plateau localisé au sud de la ville d'Évian-les-Bains, dans la partie nord-est du département de la Haute-Savoie. Ses frontières sont évoquées pour la première fois en 1279, lorsque le comte de Savoie Philippe Ier concède aux habitants d'Évian: a rippa lacus usque ad Uginam, et a Drancia usque ad nemus de Bret, c'est-à-dire de la rive sud du Léman jusqu'à l'Ugine, et de la Dranse aux bois de Bret (situé sur l'actuelle commune de Saint-Gingolph). Bret semble avoir été la frontière orientale du pays de Gavot jusqu'à la fin du Moyen Âge. En effet, cette localité apparaît régulièrement dans les documents d'archives comme une limite. La frontière oscille ensuite avec la Morge de Saint-Gingolph, comme l'atteste un document daté de 1377. Cette frontière à la Morge est définitivement fixée par le traité de Thonon passé en 1569 entre les Valaisans et le duc de Savoie.

### Communes

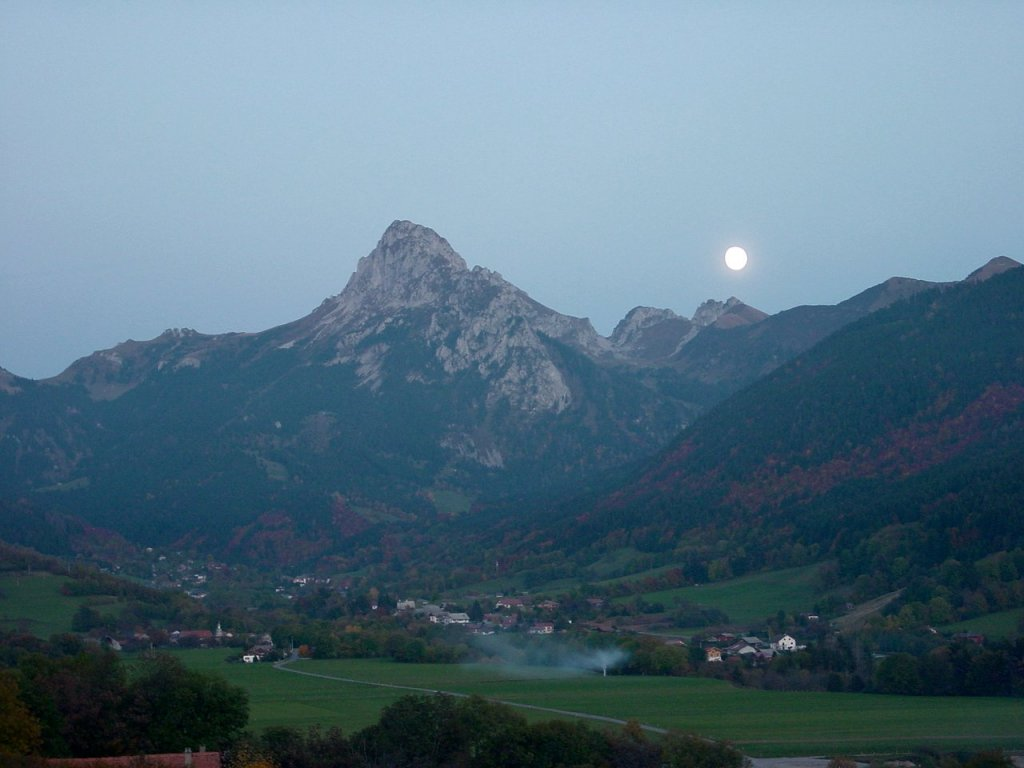
Le village de Bernex au pied de la Dent d'Oche.

Le pays de Gavot comprend seize communes autrefois réunies dans une communauté de communes du pays d'évian.
| Nom                     | Code Insee | Gentilé        | Superficie (km2) | Population (dernière pop. légale) | Densité (hab./km2) |
| ----------------------- | ---------- | -------------- | ---------------- | --------------------------------- | ------------------ |
| Évian-les-Bains (siège) | 74119      | Évianais       | 4,29             | 8 822 (2014)                      | 2 056              |
| Bernex                  | 74033      | Bernolands     | 22,31            | 1 227 (2014)                      | 55                 |
| Champanges              | 74057      | Champangeois   | 3,71             | 905 (2014)                        | 244                |
| Féternes                | 74127      | Féterniants    | 14,31            | 1 381 (2014)                      | 97                 |
| Larringes               | 74146      | Larringeois    | 8,07             | 1 314 (2014)                      | 163                |
| Lugrin                  | 74154      | Lugrinois      | 13,22            | 2 395 (2014)                      | 181                |
| Marin                   | 74166      | Maringons      | 5,57             | 1 700 (2014)                      | 305                |
| Maxilly-sur-Léman       | 74172      | Maxilliens     | 4,07             | 1 323 (2014)                      | 325                |
| Meillerie               | 74175      | Meillerons     | 3,91             | 330 (2014)                        | 84                 |
| Neuvecelle              | 74200      | Neuvecellois   | 4,00             | 2 959 (2014)                      | 740                |
| Novel                   | 74203      | Novellans      | 9,75             | 49 (2014)                         | 5                  |
| Publier                 | 74218      | Publiérains    | 8,92             | 6 753 (2014)                      | 757                |
| Saint-Gingolph          | 74237      | Gingolais      | 7,33             | 819 (2014)                        | 112                |
| Saint-Paul-en-Chablais  | 74249      | Saint-Paulains | 14,45            | 2 288 (2014)                      | 158                |
| Thollon-les-Mémises     | 74279      | Thollongands   | 13,78            | 749 (2014)                        | 54                 |
| Vinzier                 | 74308      | Vinzolais      | 6,51             | 751 (2014)                        | 115                |

### Démographie
La population de la région atteint 9 881 habitants en 2008 puis 10 447 habitants en 2013, soit une progression de +6,03 %.

### Caractéristiques
L'acidité des sols est propice à la présence de châtaignier.

### Transport
- Par la route depuis Thonon-les-Bains au nord-ouest, Évian-les-Bains au nord, Morzine au sud et Abondance (Haute-Savoie) au sud-est ;
- par l'autoroute A40, sortie Annemasse ;
- gares ferroviaires à Thonon-les-Bains et à Évian-les-Bains ;
- embarcadère de la Compagnie générale de navigation à Évian-les-Bains ;
- Aéroport international de Genève à 45 km.

## Activités économiques

### Agriculture et artisanat
- Agriculture de montagne : élevage, fourrage, fruits.
- Artisanat : bois, distillerie, confitures, miel, jus de fruit, vins, cidre, charcuterie, fromages et autres produits laitiers.

### Industrie et commerce
- Travailleurs frontaliers vers les cantons suisses de Genève, de Vaud (notamment Lausanne) et du Valais.

### Tourisme

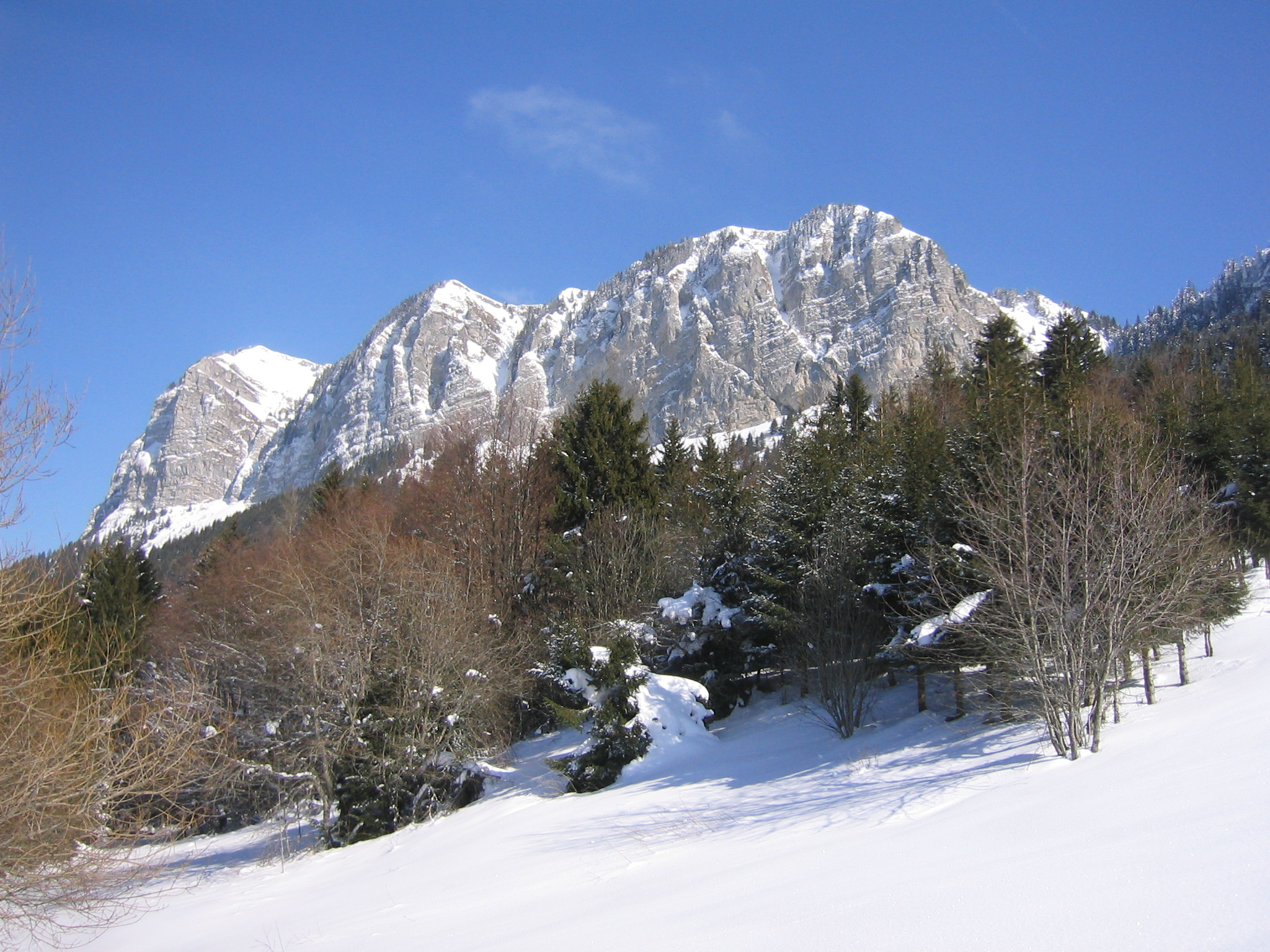
La montagne des Mémises.

La petite région naturelle développe un tourisme en lien avec la ville d'Évian et la campagne environnante. Elle possède également deux petites stations de sports d'hiver, situées à Bernex et à Thollon-les-Mémises et une station thermale à Évian-les-Bains.
La capacité d'accueil est estimée à environ 15 100 lits, répartis en centres de vacances pour les jeunes et adultes, hôtels toutes catégories, chambres d'hôtes labellisées ou non, meublés de tourisme classés ou non, campings à la ferme, gîtes ruraux et aires de stationnement pour camping-cars.

## Culture et patrimoine

### Monuments, curiosités et sites naturels

#### Patrimoine historique
Le pays de Gavot est riche en patrimoine du Moyen Âge. Il comprend deux anciens monastères : l'un de chanoines réguliers de la congrégation du Grand-Saint-Bernard à Meillerie (le prieuré de Meillerie) et un autre de bénédictins à Saint-Paul-en-Chablais (le prieuré Saint-Paul), dans lequel une fresque médiévale a été découverte en 2020. La chapelle de Maraîche à Neuvecelle est une ancienne église qui dépendait de l'abbaye de chanoines réguliers d'Abondance. Le territoire conserve également de nombreux châteaux est maisons fortes du Moyen Âge et de l'époque moderne: les châteaux de Lugrin, le château de Féternes (XIe siècle), le château d'Évian (XIIIe siècle) aujourd'hui disparu, tout comme le château de Thollon (XIIIe siècle), ou encore le château de Larringes (XIVe siècle). De nombreuses églises et chapelles d'époques différentes peuvent également être visitées, telles l' église Saint-Paul de Saint-Paul-en-Chablais ou l'église Saint-Martin de Champanges, de style baroque.
Le patrimoine de l'époque contemporaine est principalement représenté par les monuments Belle époque de l'époque du thermalisme : buvette Cachat, funiculaire d'Évian-les-Bains, hôtel Royal, etc.

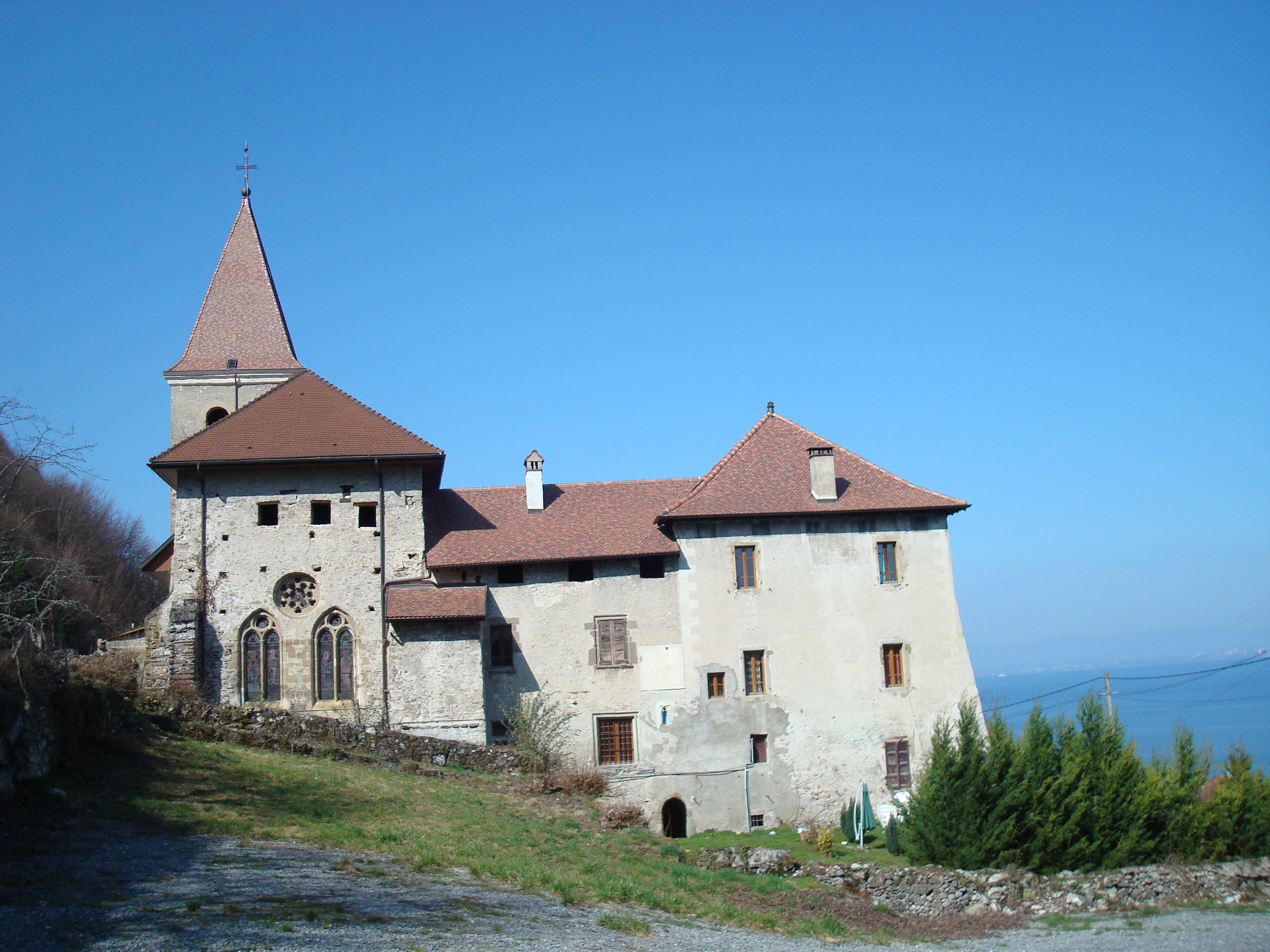
Le prieuré de Meillerie.
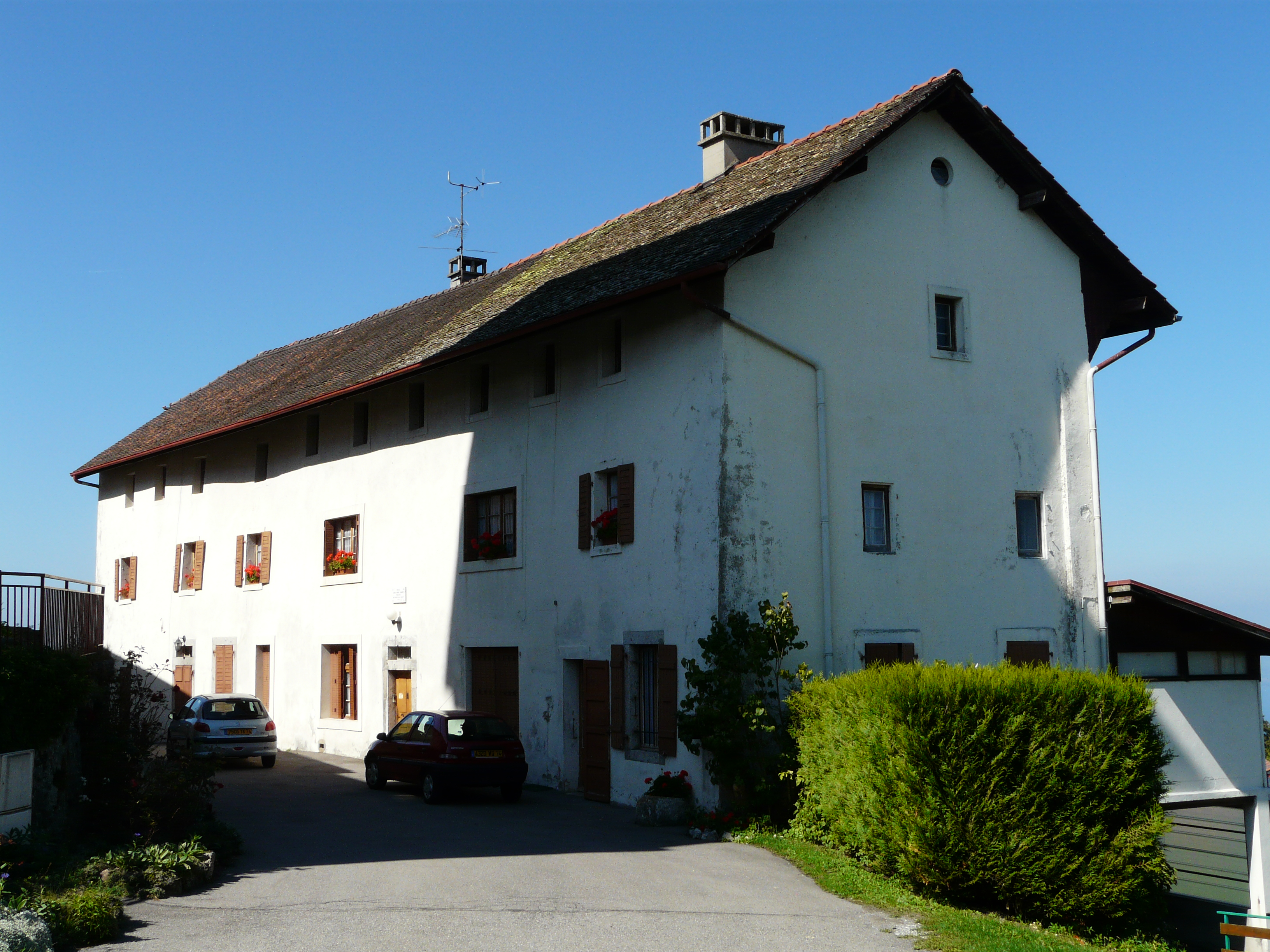
Vestige de l'ancien prieuré, ou « maison des Sœurs », de Saint-Paul.
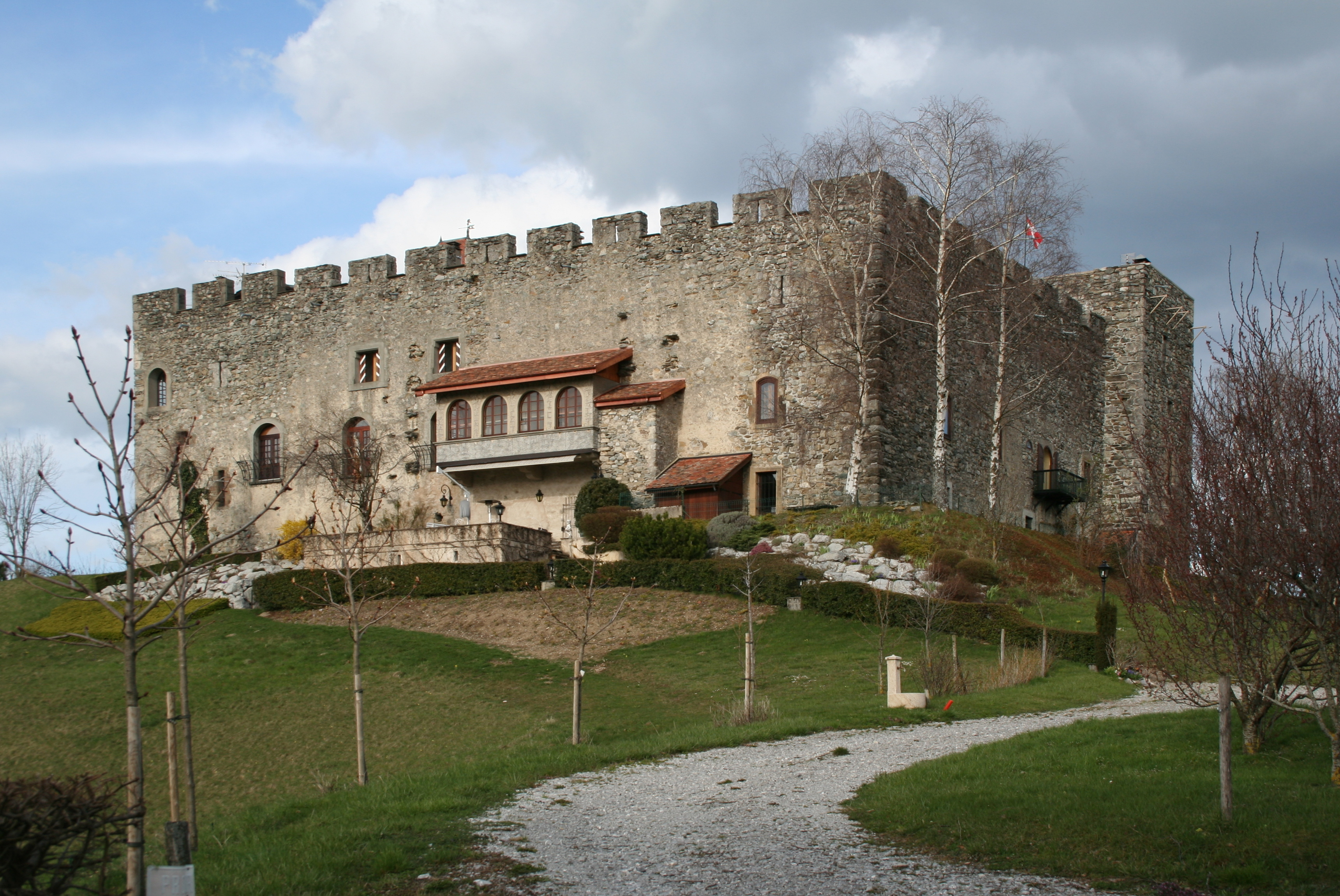
Le château de Larringes aujourd'hui.
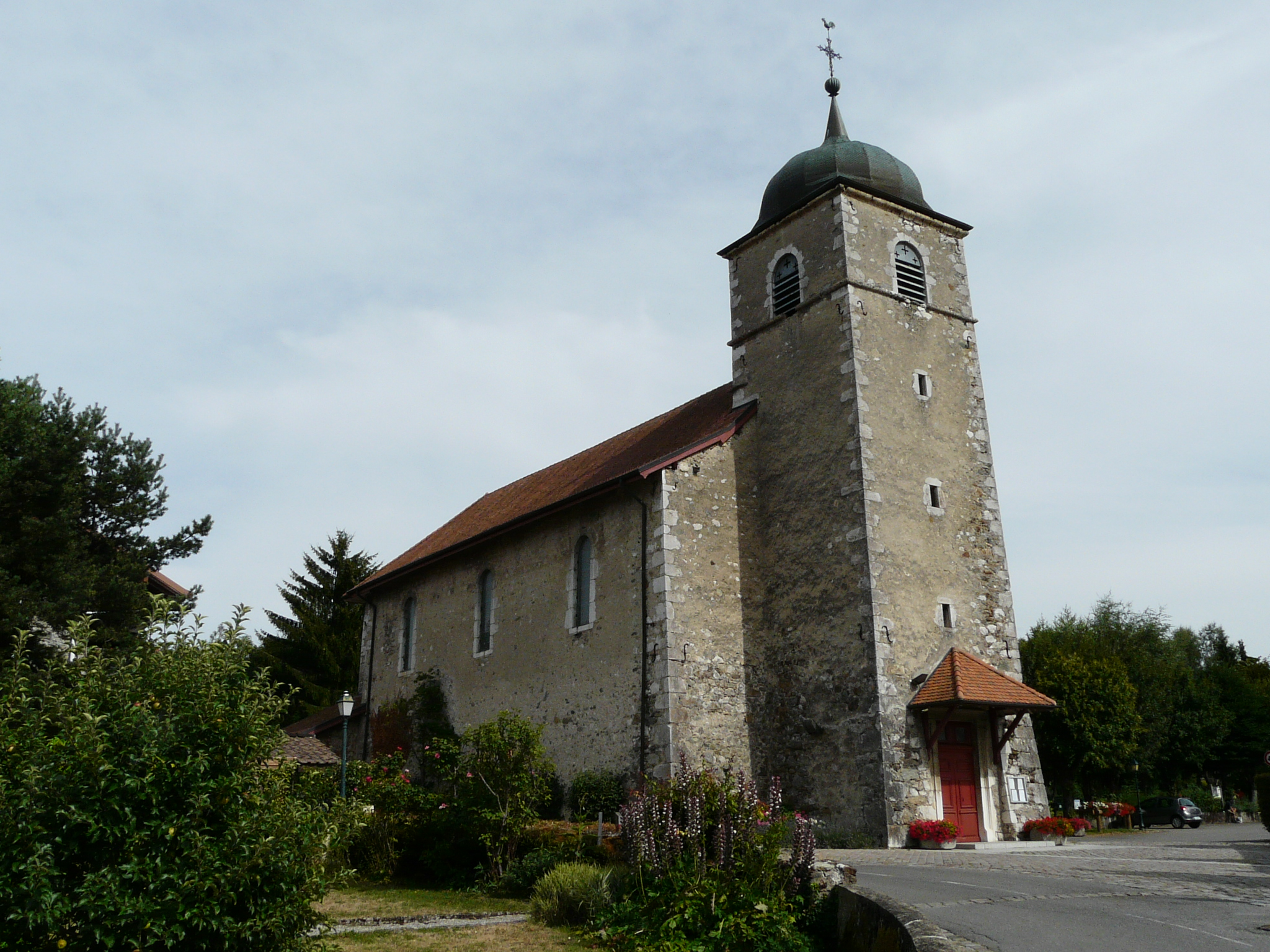
L'église Saint-Martin de Champanges.
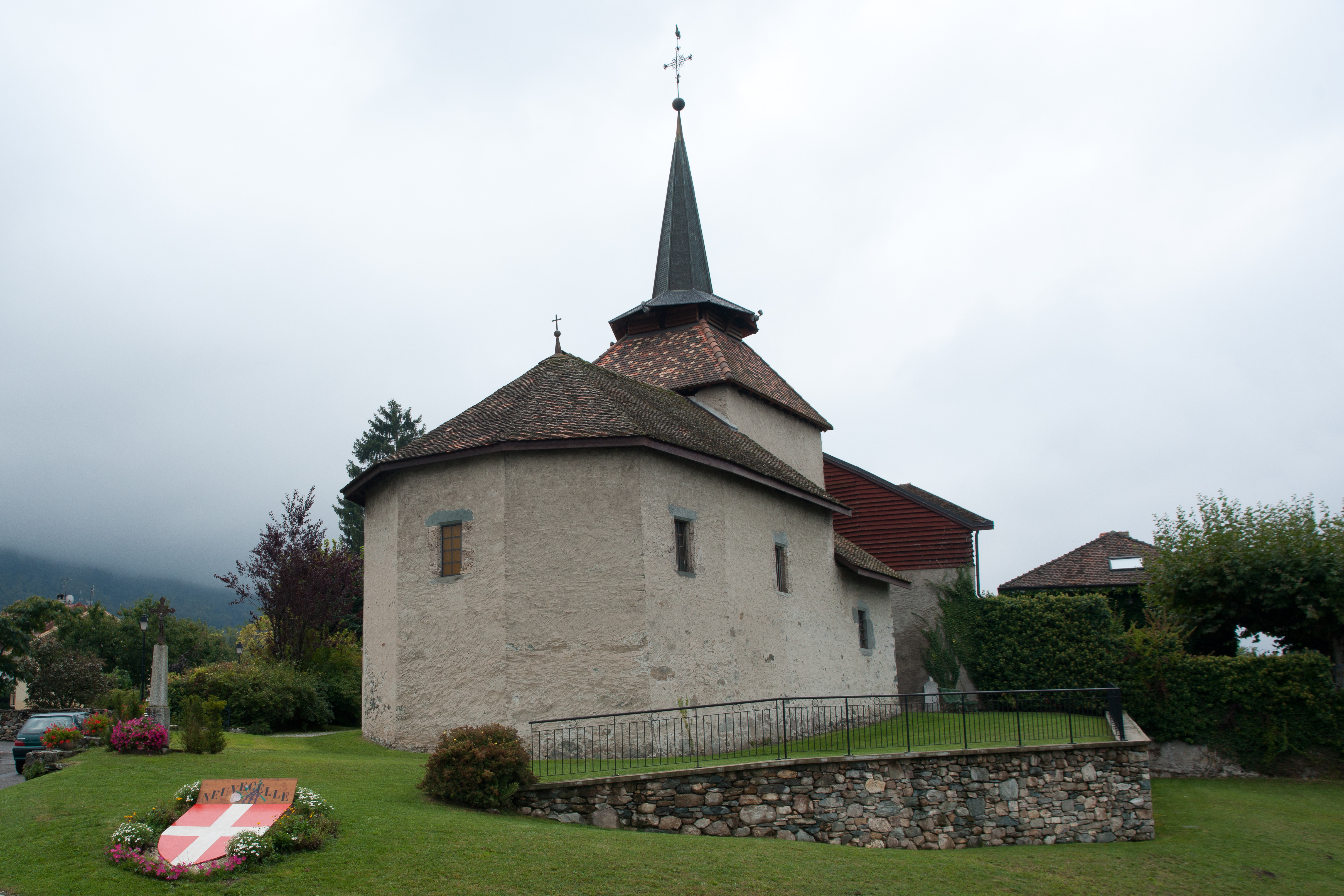
La chapelle de Maraîche.

#### Patrimoine environnemental
- Lac Léman
- Montagne des Mémises à Thollon-les-Mémises (1 677 m)
- Dent d'Oche à Bernex (2 222 m)
- Alpages des Mémises, de Pré-Richard et d'Oche
- Bois de Larringes
- Autoroute des rapaces à Thollon-les-Mémises
- Zones humides du plateau dit de Gavot (classement « zones protégées » en septembre 2008, au titre de la Convention de Ramsar)[8]sous le nom d'Impluvium d'Évian.
- Panorama de Champeillant à Féternes
- Mont Bénand
- Panorama du Pré-Richard à Bernex
- Rochers de Meillerie
- Vallons de l'Ugine, de la Dranse et de la Morge

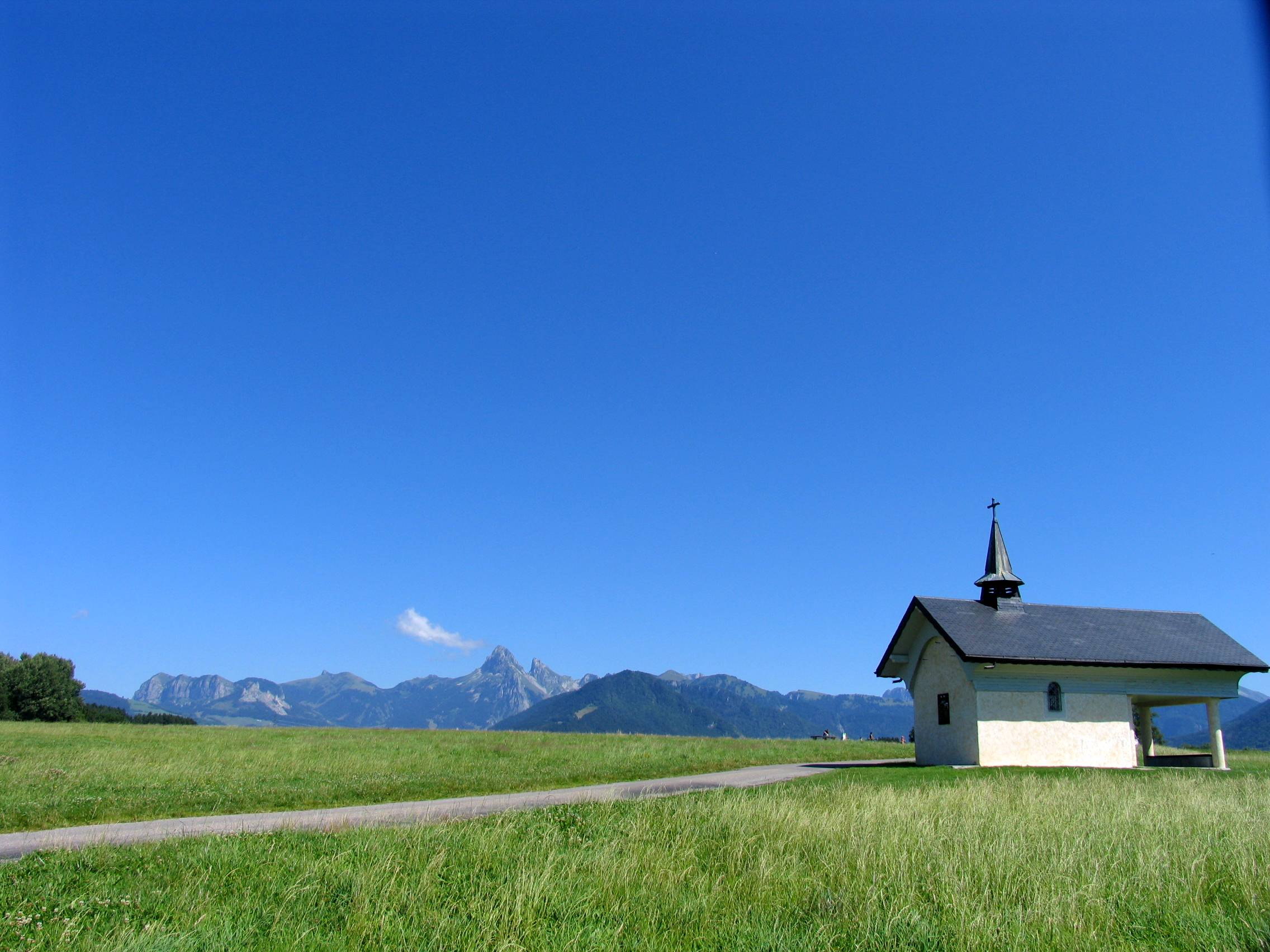
Champeillant: chapelle et panorama.
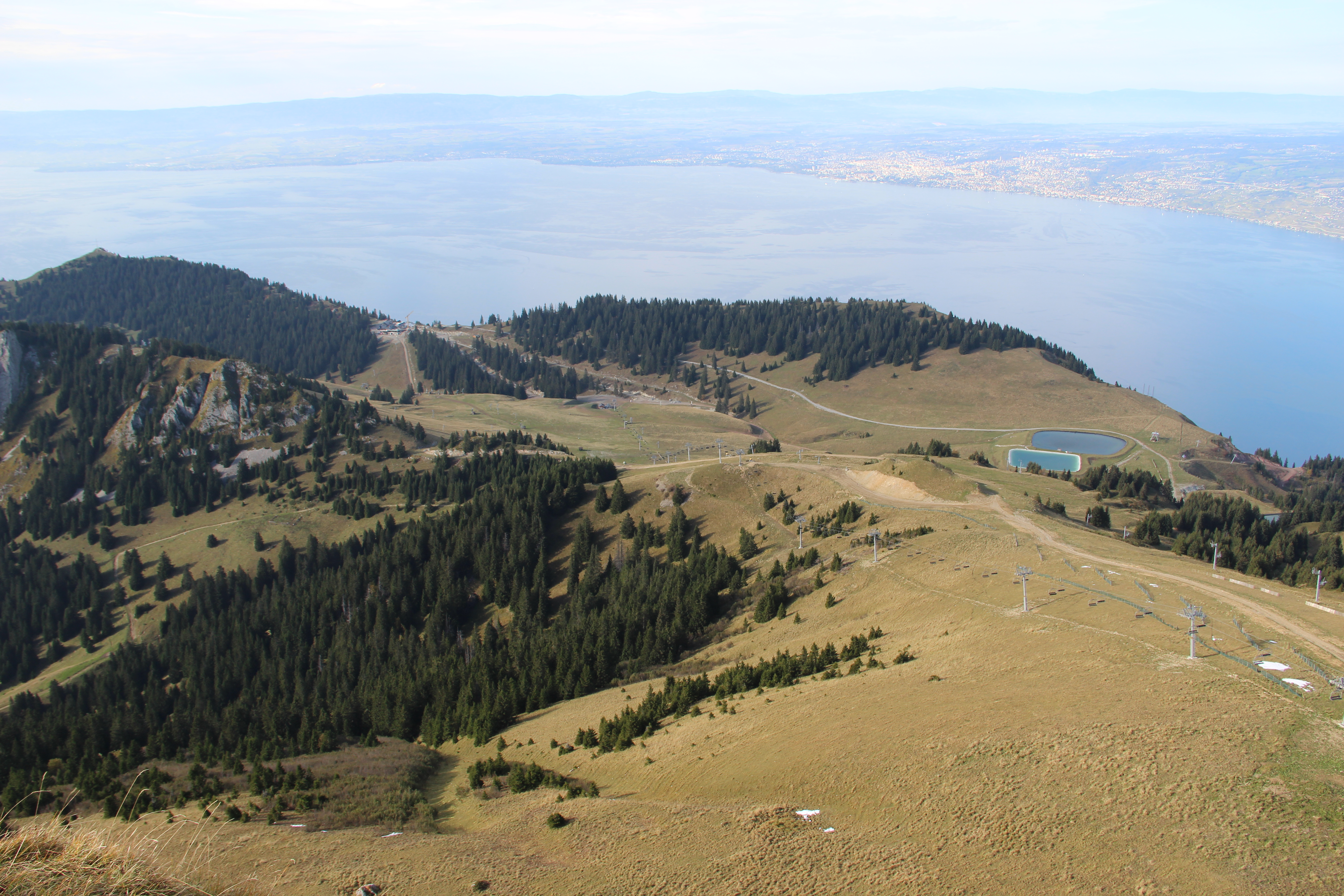
Alpages des Mémises et le lac Léman.
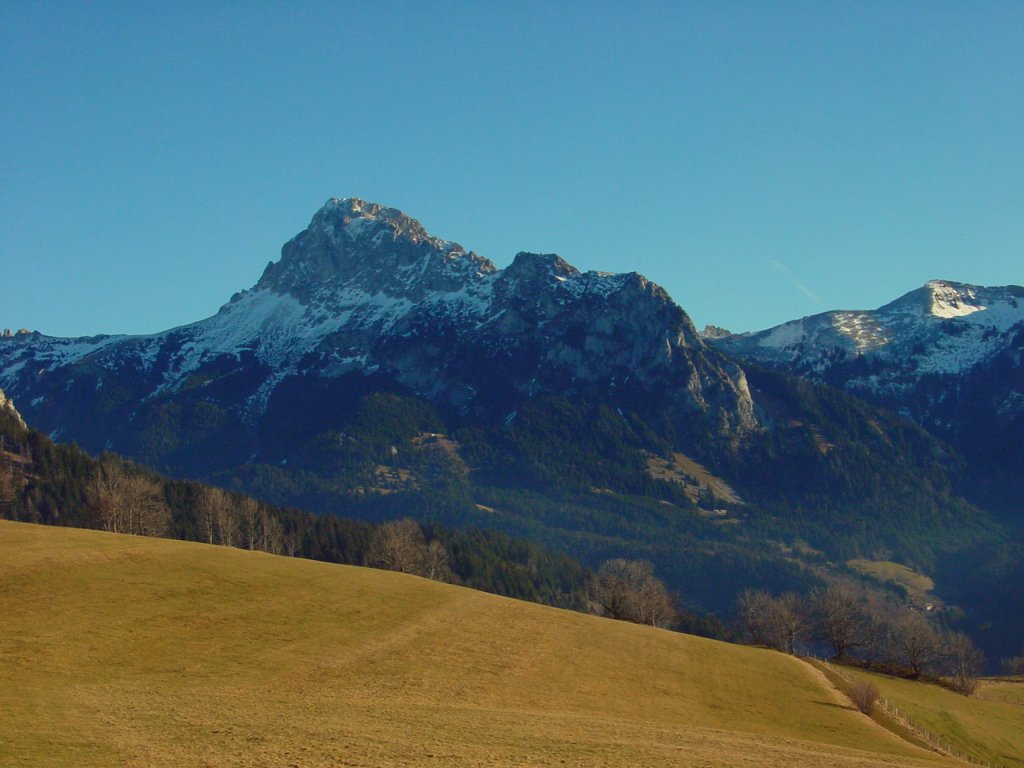
Massif de la Dent d'Oche.
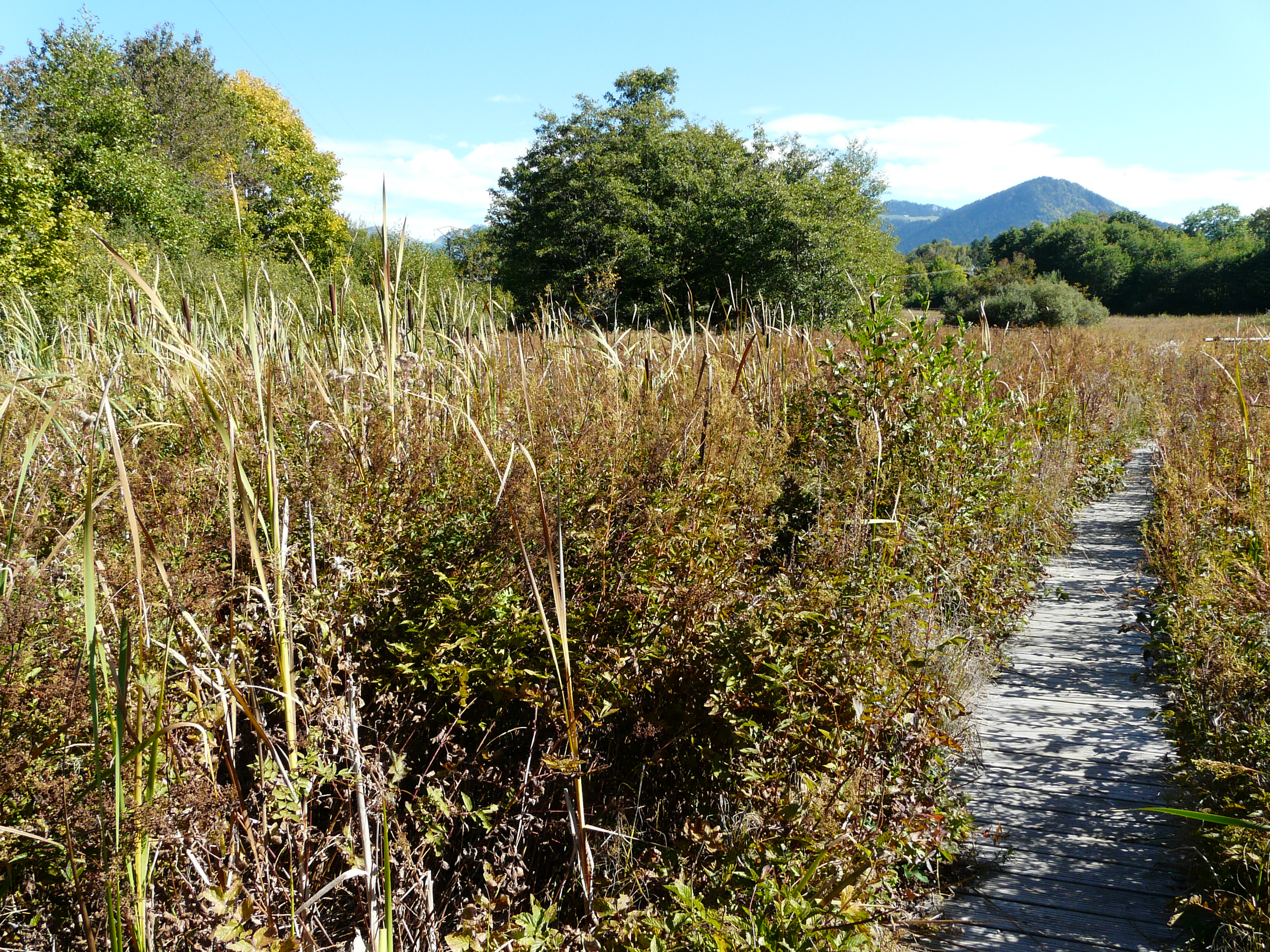
Marais du Maravant à Saint-Paul-en-Chablais.
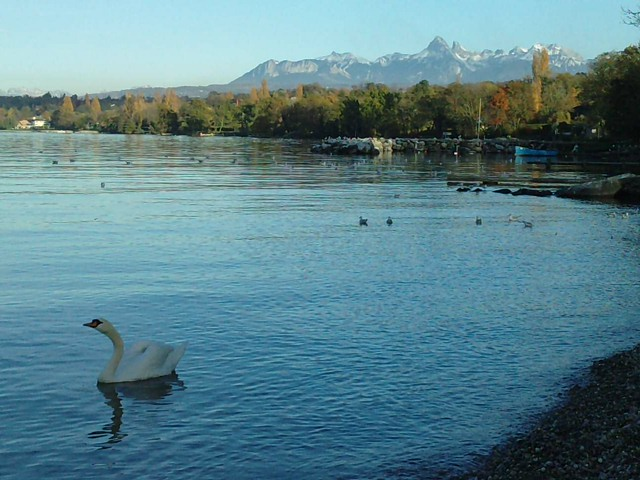
Lac Léman et massifs des Mémises et de la Dent d'Oche.

### Patrimoine contemporain
- Observatoire astronomique et chemin des planètes à Vinzier
- La Grange au Lac d'Évian-les-Bains
- Caves viticoles du Plan Fayet à Féternes
- Le griffon de Farquenoud à Publier
- Le clocher à bulbe de l'église de la Conversion-de-Saint-Paul de Saint-Paul-en-Chablais

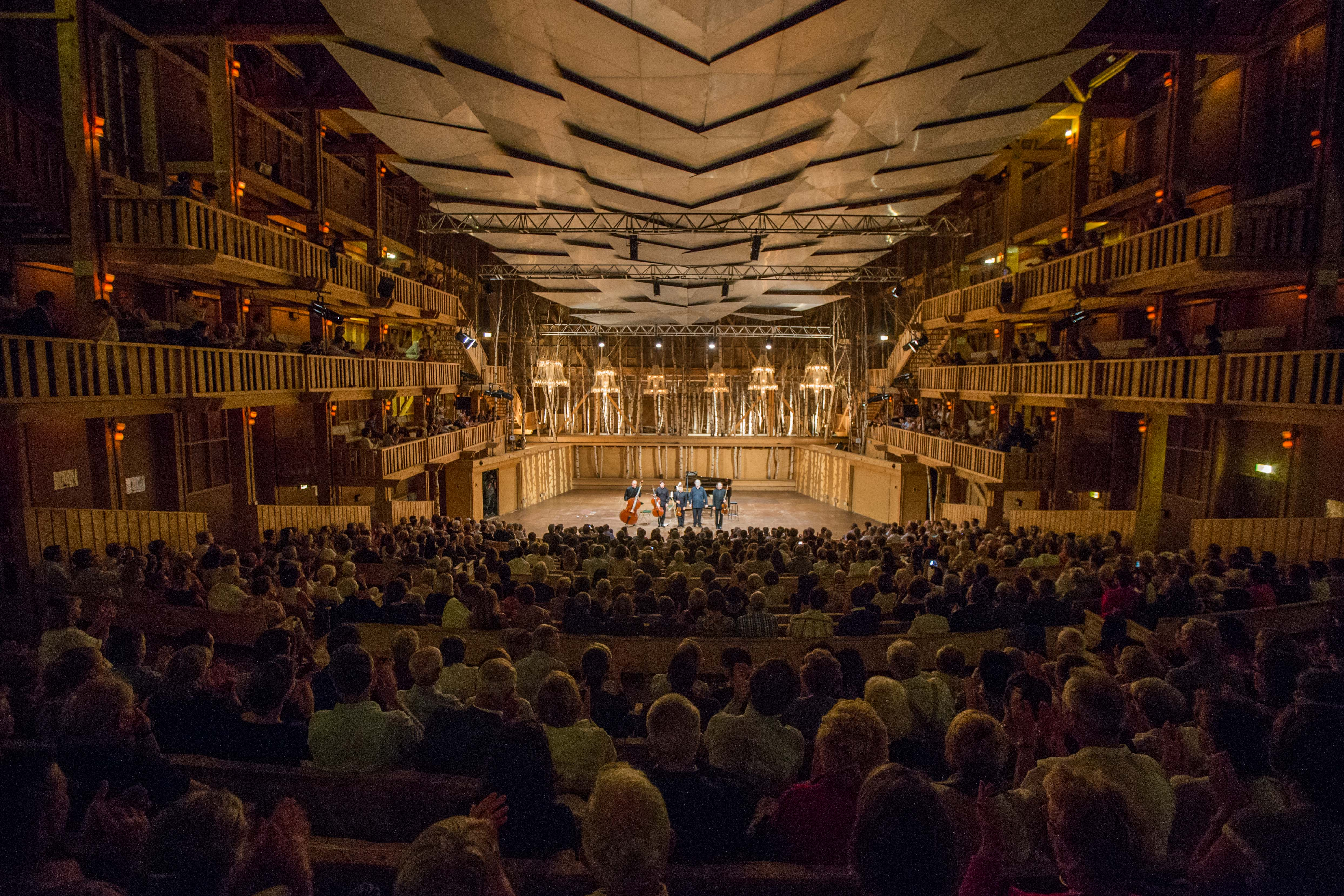
La Grange au Lac.
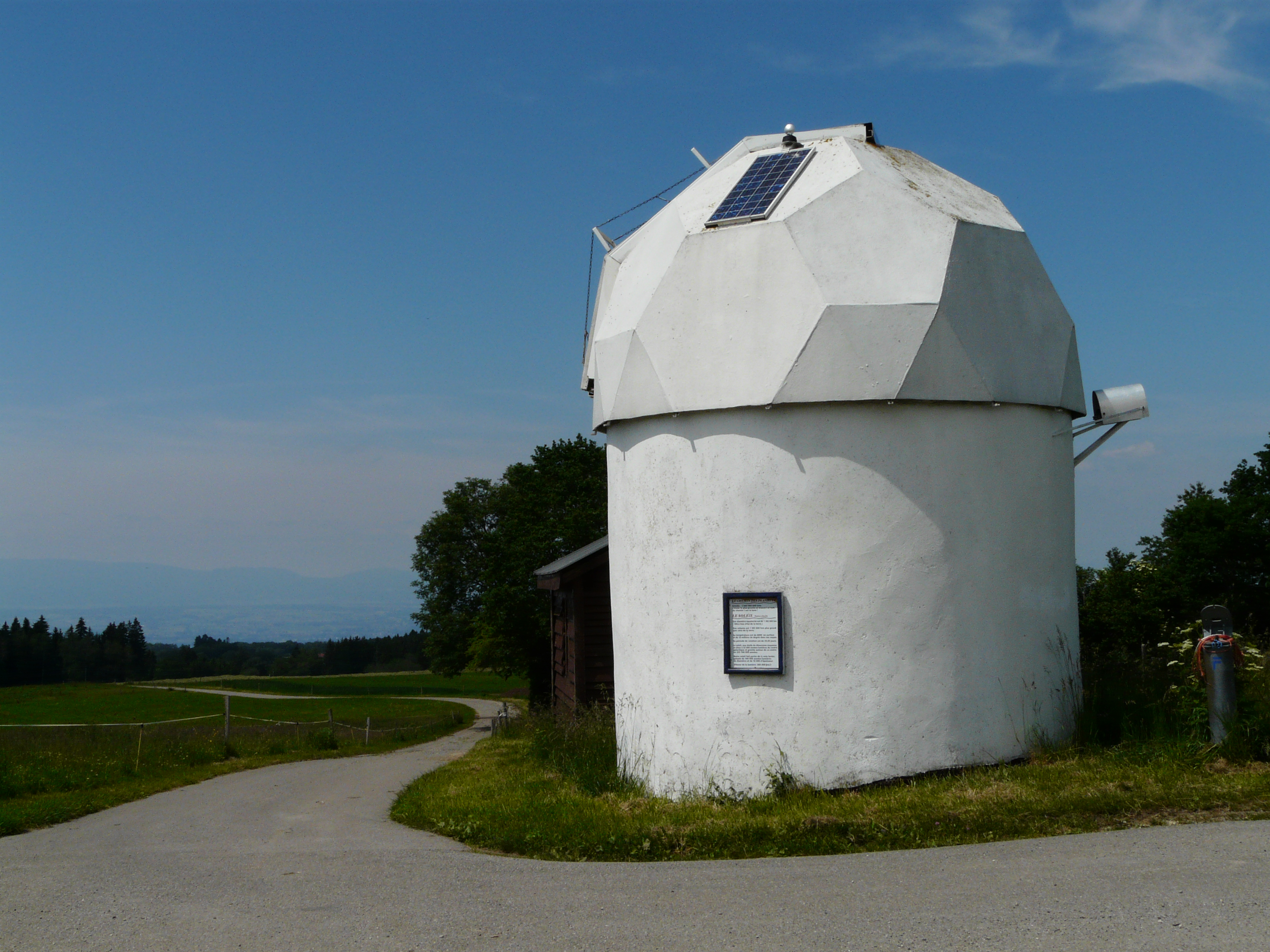
L'observatoire de Vinzier.
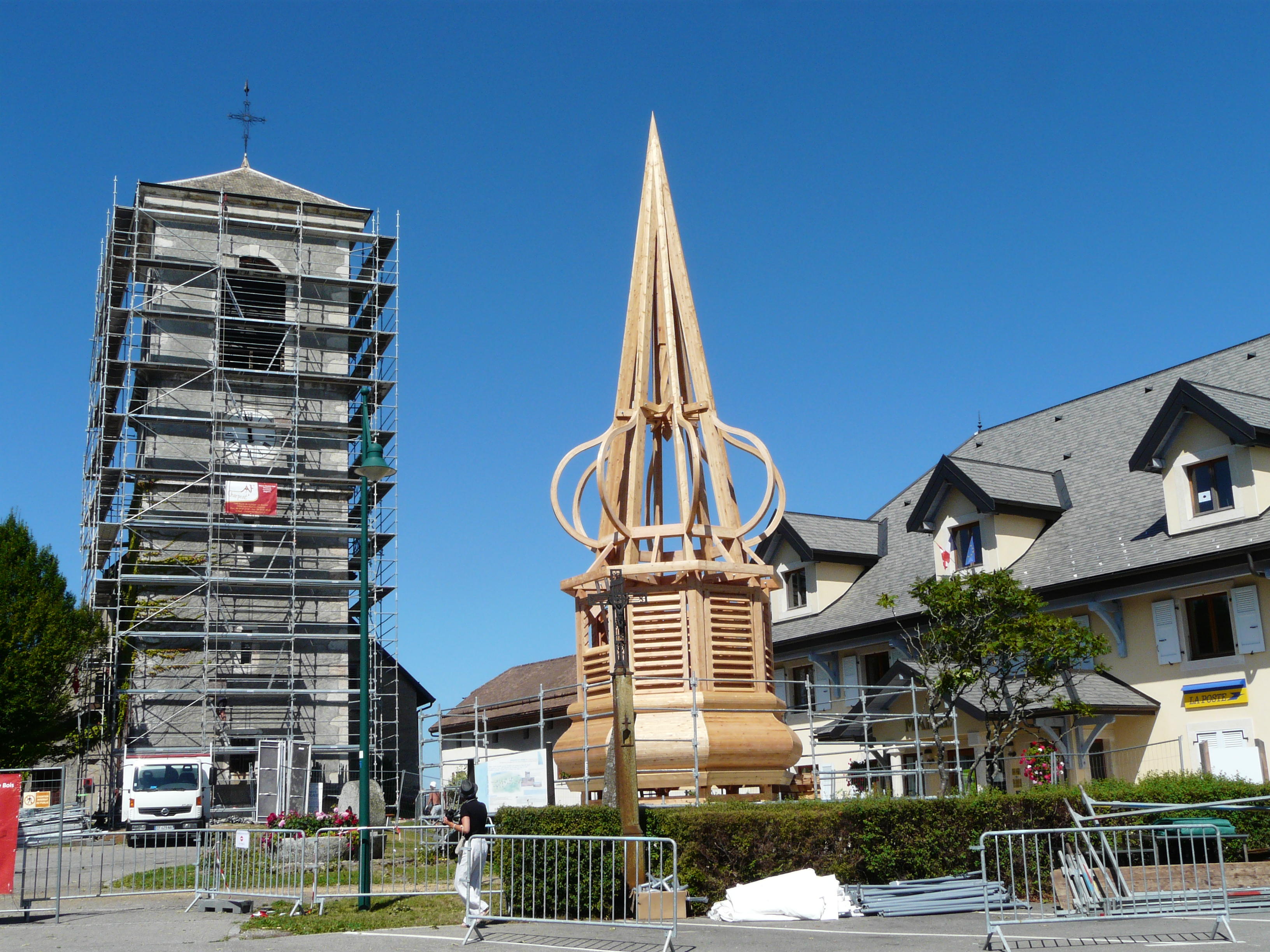
Nouveau clocher à bulbe de l'église de Saint-Paul-en-Chablais.
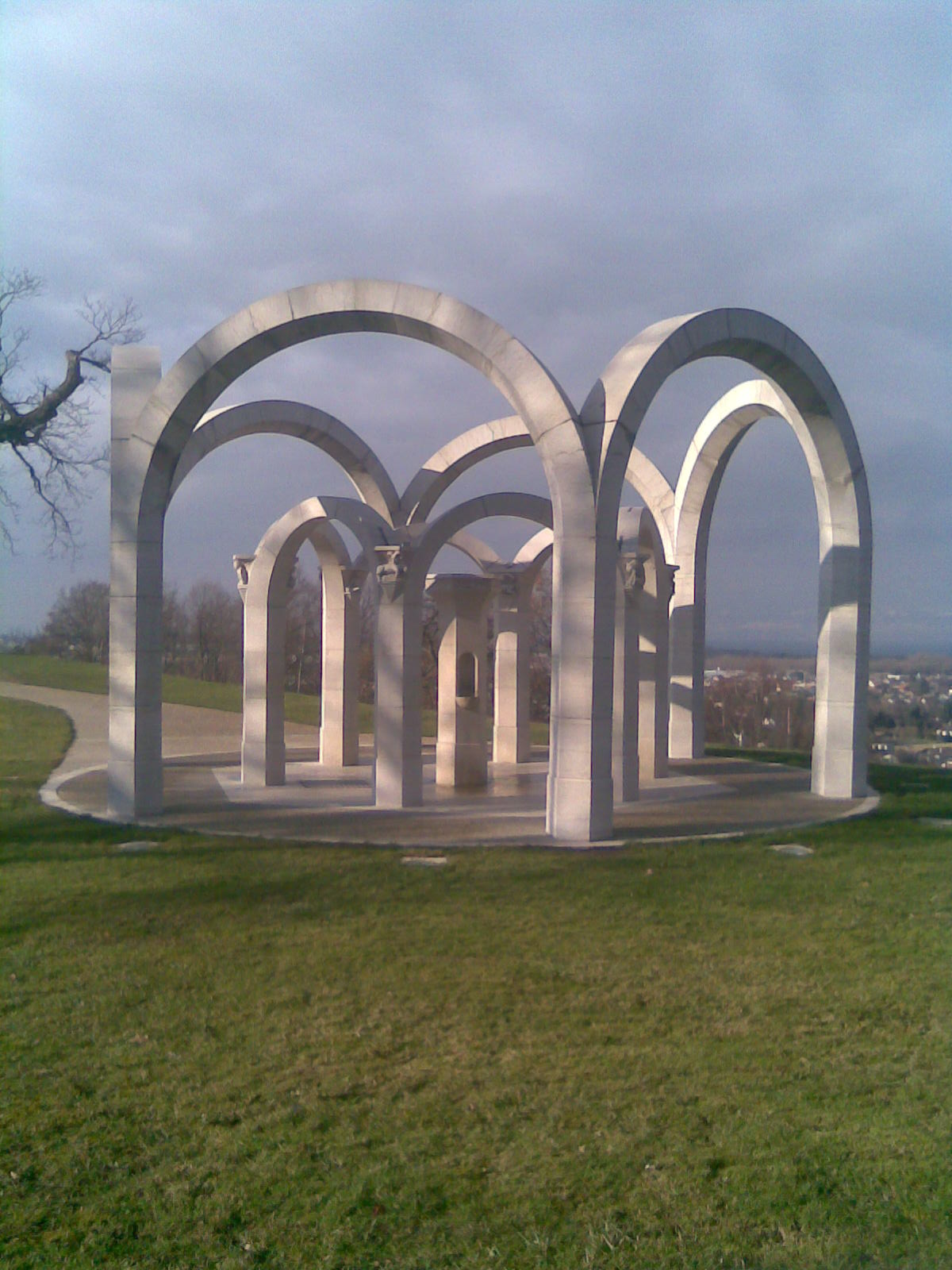
Griffon de Farquenoud à Publier.
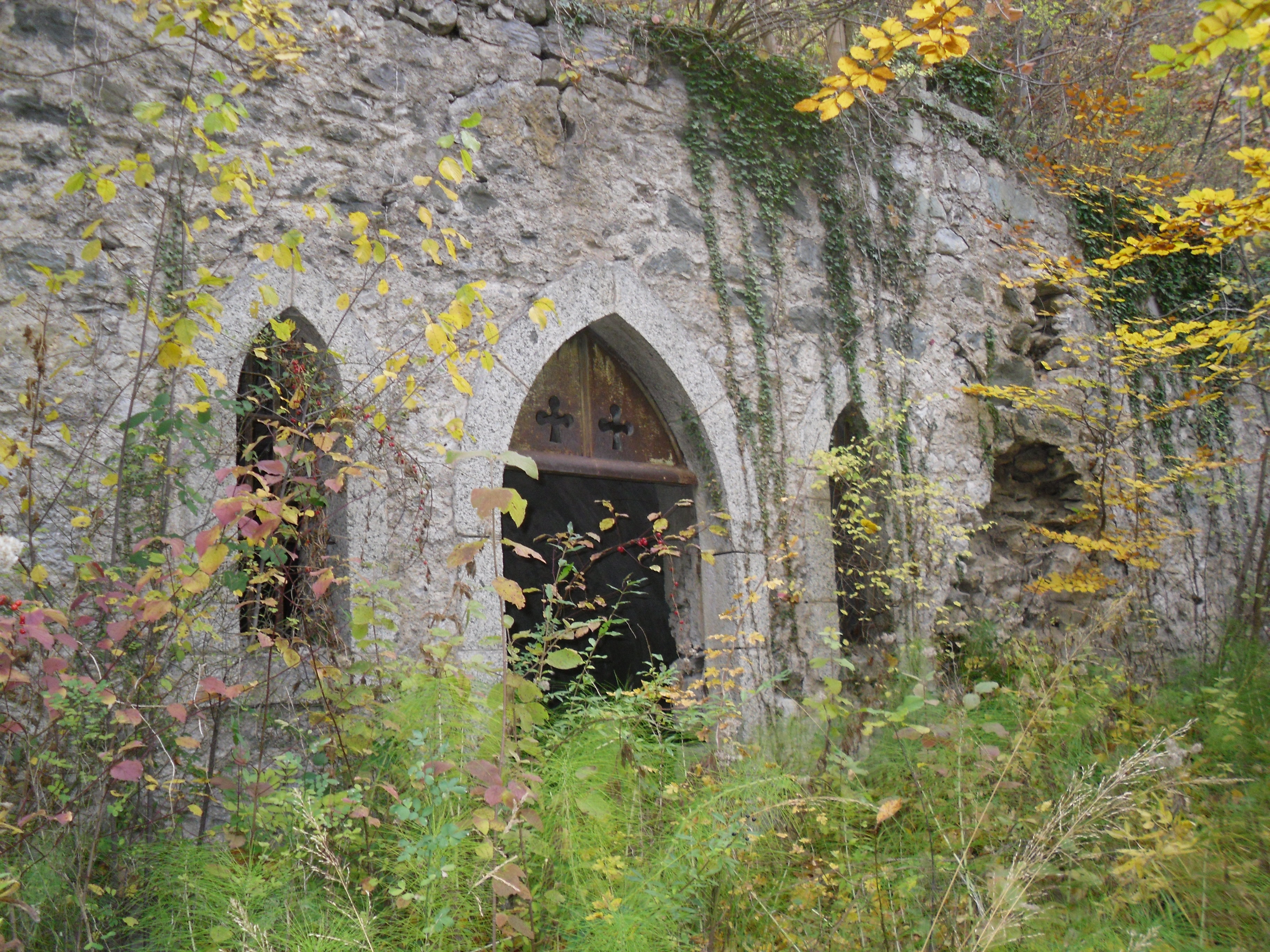
caves viticoles du Plan Fayet à Féternes.

### Activités de sports et de loisirs
- Sports et loisirs : cyclotourisme, VTT, tennis dans chaque village, skateparc à Bernex, football, golf d'Évian, ski alpin d'hiver, ski de fond, ski de randonnée, raquettes, snowboard, luge, escalade et alpinisme, parapente, mini-ferme à Saint-Paul, accompagnateurs de moyenne montagne, bibliothèques, cinéma en saison à Thollon-les-Mémises.
- Excursions : bateaux du lac Léman, pêche en rivière, balades et randonnées, télécabine et montagne des Mémises, Dent d'Oche.
- Stations de ski : Bernex (950-1 700 m), Thollon-les-Mémises (1 000 - 2 000 m).
- Espaces de loisirs : plage  (baignade, plongeoirs, canoë, bateau à pédalier, tubbing, trampoline, châteaux gonflables, volley, pétanque, tennis de table, bowling...) et parc aventures Indiana'Ventures à La Beunaz.

### Évènements sportifs et culturels
Printemps
- Champanges : grande fête populaire du dimanche suivant la Pentecôte.
- Saint-Paul-en-Chablais : concert de Pâques de l'Echo de Gavot
- Thollon-les-Mémises : Course Ultra montée UMTLM le premier samedi de mai et Assaut des Mémises en juin
- Bernex : Montée Impossible et Course de la Dent d'Oche en juin - Concert de printemps de l'harmonie municipale de Bernex
- Vinzier : fête de la Saint-Pierre le dernier week-end de juin

Été
- Bernex : « Boucle du Pays Gavot », challenge départemental de VTT (10e édition en 2002), mi-août.
- Saint-Paul-en-Chablais : exposition d'artistes locaux du 15 juillet au 15 août, Fête Nationale et Balades Acoustiques en juillet, vide-greniers en août
- Féternes : fête du village, le 15 août.
- Thollon-les-Mémises :  vide-greniers et Fête Nationale en juillet et grande kermesse fête au village en août
- Vinzier : Bellicime, course vtt en juillet
- Bernex : découverte du VTT sur le site Géopark et Bike Contest en juillet
- Champanges : « La Tablée Champangeoise », événement festif regroupant des foodtrucks de la région organisé par le Comité des Fêtes de Champanges, dernier weekend d'août

Automne

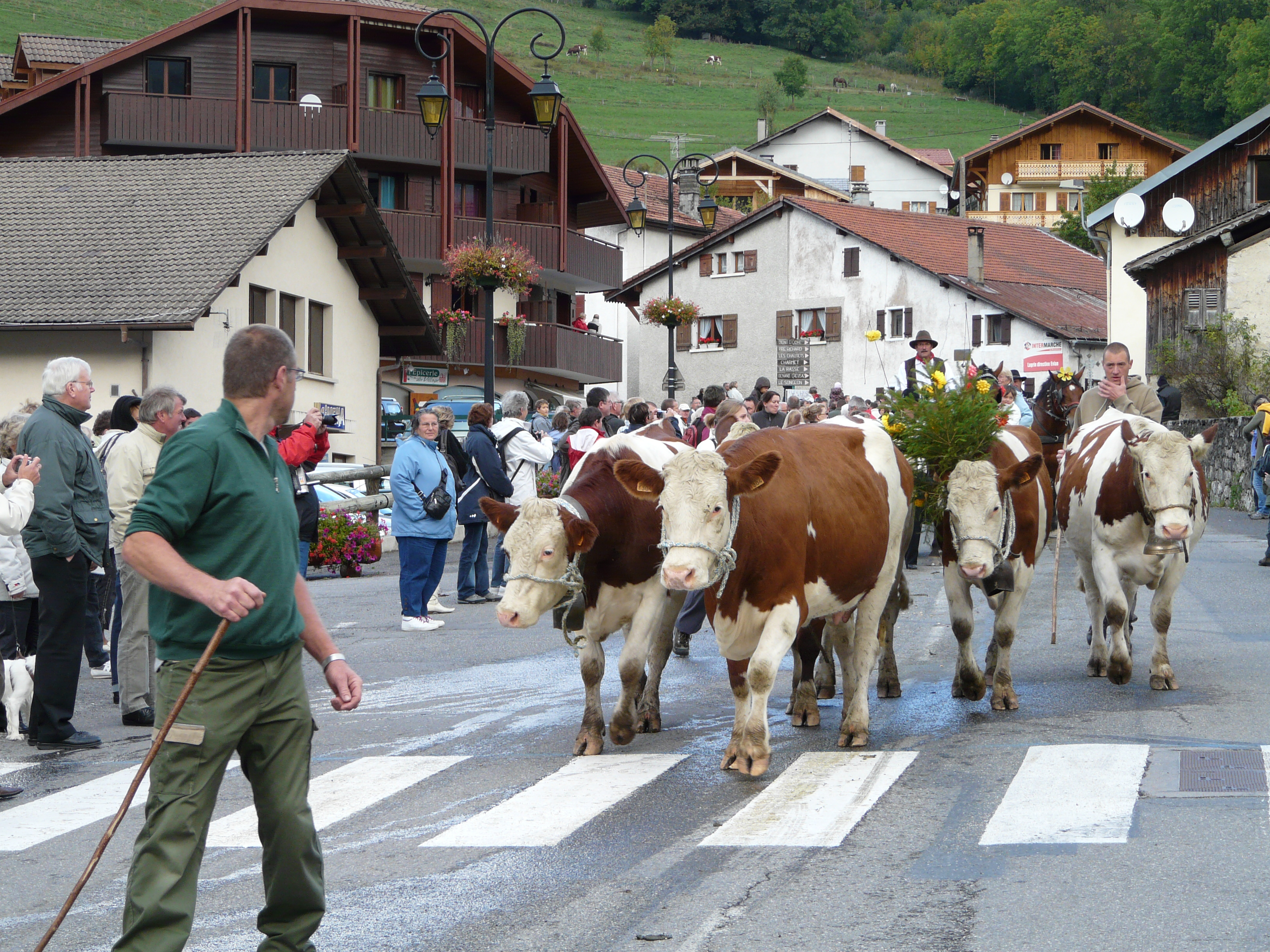
La démontagnée ou descente de l'alpage pour l'hiver à Bernex, fin septembre.

- Larringes : foire de la Saint-Maurice (26 septembre) et fête du village le dimanche précédent.
- Bernex : foire de la Saint-Michel-Démontagnée en septembre
- Saint-Paul-en-Chablais : fête de la pomme en octobre
- Vinzier : foire de la première quinzaine d'octobre

Hiver
- Thollon-les-Mémises : animations festives (descente aux flambeaux et soirée fondue) de la station de ski, Carnaval en février, marché thollongand tous les mardis des vacances scolaires, Nuit de l'Accordéon en janvier
- Bernex : Soirée bernolande tous les mercredis et descente aux flambeaux tous les jeudis des vacances scolaires - concert de Noël de l'harmonie municipale de Bernex
- Saint-Paul-en-Chablais : Fête de la rissole, marché de Noël et concert de Noël de l'Echo de Gavot en décembre

### Produits locaux
Un marché est organisé à Bernex ainsi qu'à Neuvecelle tous les mercredis et à St Paul le dimanche matin. Un marché thollongand nocturne tous les mardis des vacances scolaires de février.
Fromages (emmental, Tomme de Savoie, Abondance, reblochon), miel et autres produits fermiers.

### Religion
Le pays Gavot est organisé en paroisse dédiée à saint André.